# 希拉里邮件门
希拉里·克林顿电子邮件争议（英語：Hillary Clinton email controversy），于2015年3月公开披露。2016年美國總統選舉民主黨參選人希拉里·克林顿在担任美国国务卿期间（2009－2013）使用她的私人电子邮件服务器进行官方通信，而不使用在联邦服务器上维护的官方国务院电子邮件帐户。这些官方通信包括上千封后来被由国务院归类为国家机密的电子邮件。
争议在希拉里与班加西美国众议院专责委员会举行的听证会的背景下被揭露。一些专家、官员与国会议员认为她的私人邮件系统软件与私人服务器的使用违反了《国务院协议与程序、联邦法律与记录保存管理条例》。作为回应，希拉里表示其使用个人电子邮件时遵照了美国联邦法律与国务院条例，而且前国务卿也曾维护个人电子邮件帐户，虽然未使用私人电子邮件服务器。
指控提出后一些在争议中的电子邮件包含机密信息，美国联邦调查局对关于希拉里服务器上有多少机密信息理展开了调查。113封电子邮件所载信息在当时是秘密，包括65封电子邮件“机密”与22封“绝密”。三封可为机密，但缺少机密标题，仅被用圆括号中的小写“c”标记，被联邦调查局局长詹姆斯·科米描述为“部分标记”。康梅还表示希拉里可能不够“技术在行”以理解三个分类标记的意思。在服务器上的近2100封电子邮件被国务院追溯标记为机密。希拉里签署的政府政策非公开协议中重申，作为获得她安全许可的一部分，即使不带有此标记的敏感信息也应被归为机密处理。
在2016年5月，国务院检察长办公室的释出83页的报告，关于国务院电子邮件的惯例。包括希拉里的电子邮件。2016年7月5日，联邦调查局局長詹姆斯·科米指出，希拉里在处理她的电子邮件系统上“极其粗心大意”，但调查结束后決定不指控希拉里。2016年7月6日，美国司法部长洛丽泰·林奇宣布不会对其提出指控。7月7日，国务院对电子邮件争议再次展开调查。2016年9月2日，联邦调查局发布对希拉里服务器的58页调查报告。不過，10月28日，科米一度宣布發現新線索，決定需要重啟有關調查，被認為最終影響2016年美國大选结果使共和黨的唐納·川普最終當选的原因之一。希拉里竞选团队表示：邮件泄露是俄罗斯间谍所为，他们的目的是在大选中帮助特朗普获胜，至今他們仍認為俄罗斯與特朗普团队有密切聯繫，協助特朗普勝出總統選舉。但特朗普团队断然否认。

## 背景

### 黑莓手机
在希拉里2009年被任命为国务卿前，她通过黑莓手机与其朋友及同事交流。国务院安全人员提醒她这在任职期间会带来安全风险 。在克林顿的黑莓手机上使用的电子邮件帐户登录在她纽约的私人宅邸地下室的私人服务器上，但该信息没有透露给国务院安全人员或国务院高级人员。证明找到解决方案是不切实际的，甚至咨询国安局后，将不允许希拉里继续用黑莓手机，或类似不安全的设备，连接到她家中的私人服务器。建议她在办公室设一台安全桌上电脑，但希拉里不习惯用电脑并选择黑莓的便利，不是国务院，安全桌上电脑政府的协议。希拉里放弃努力找到安全的解决方案，国务院安全人员向她警告了不安全黑莓被黑客攻击的脆弱性。她表示她了解危险，据报道外交安全局在她亚洲之行已获得有关她脆弱性的情报，但她继续在办公室以外用她的黑莓手机。

### 域名与电子邮件服务器

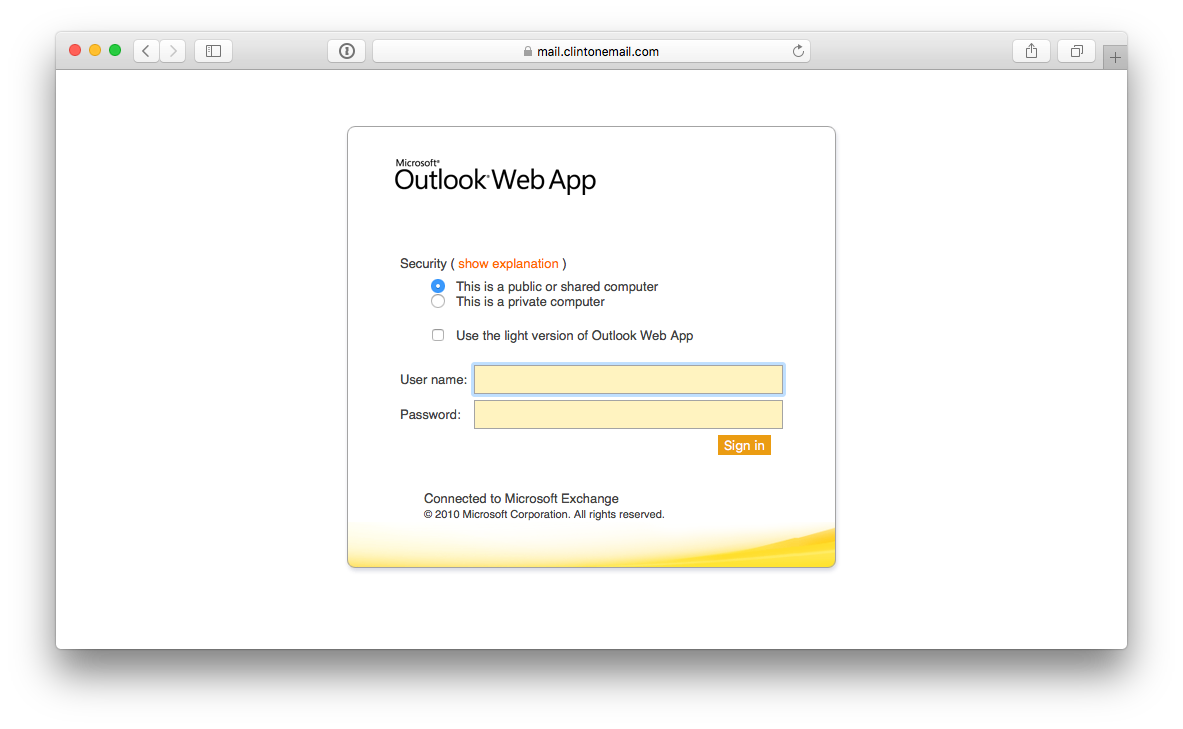
当导航到https://mail.clintonemail.com/owa时显示的Outlook Web App登录页的屏幕截图

在参议院提名希拉里·克林顿为国务卿的听证会上，域名clintonemail.com、wjcoffice.com与presidentclinton.com被注册到Eric Hoteham名下，以克林顿与她丈夫在查巴克（Chappaqua）的家为联系地址。域都指向一台私人电子邮件服务器，希拉里（从未有一个 state.gov电子邮件帐户）用它发送接收电子邮件，服务器在她2008年总统竞选时购买并安装在克林顿夫妇的家。
电子邮件服务器在2013年以前位于克林顿夫妇在纽约查巴克的家，后来服务器被送到新泽西州普拉特河网络的数据中心，希拉里雇用这家基于丹佛的信息技术公司管理她的电子邮件系统。

## 争议经过

### 再次曝光
2016年7月22日民主黨全國黨代表大會舉行前夕，美国维基解密网站公布了美国民主党国家委员会（DNC）内部的19,252封绝密邮件和8,034个附件。部分邮件信息显示了希拉里暗中勾结民主党高层打击同党竞选人伯尼·桑德斯，丑化其形象，并内定了党内候选人，参加洗钱、勾结媒体等丑闻。7月27日，维基解密又曝光29段音频，内容与邮件相似。

### “继续爆料”
维基解密创始人阿桑奇表示会爆料更多内容，并称：“也许有一天，这个或这些消息来源会自己站出来，这是一个有意思的时刻，因为某些人会感到难堪。”

### 第三次邮件门
美国的一个法律观察团体披露了一些电子邮件。其中显示希拉里任国务卿期间，美国国务院可能受到她与其丈夫创办的克林顿基金会影响，为基金会捐款者提供便利。

## 法律意义
希拉里·克林顿在2009年至2013年担任国务卿的四年时间里使用个人电子邮件账户来处理政府事务，而没有使用政府的电子邮件账户，违反了要求政府官员之间的通信应作为机构档案加以保留的规定。而后联邦调查局在调查后得出结论认为不建议对这位民主党总统候选人提起公诉。2016年7月6日美国司法部长洛丽泰·林奇表示司法部门已正式停止调查希拉里邮件门事件，不会对其提起任何诉讼。

## 影响与回击

### 影响
据CNN2016年7月25日公布的民调显示，约44%的被调查者支持特朗普担任下届美国总统，39%的人支持希拉里，这是特朗普支持率首次超过希拉里。

### 反应
希拉里的竞选团队表示：邮件泄露是俄罗斯间谍所为，他们的目的是在大选中帮助特朗普获胜，至今他們仍認為俄罗斯與特朗普团队有密切聯繫，協助特朗普勝出總統選舉。但特朗普团队断然否认称：希拉里是为了赢得选举不择手段的政客。
2021年9月美国司法部起诉了希拉里竞选办公室所雇佣的律师事务所Perkins Coie的团队成员Michael Sussmann律师，称该律师向联邦调查局传递宣称特朗普大厦存在俄国银行Alfa服务器的信息时，向联邦调查局说了谎，隐瞒了自己代表希拉里竞选办公室的事实。